# حجار العمري
حجار العمري هي عائلة مدنية تنتسب إلى الخليفة الراشد عمر بن الخطاب العدوي القرشي. يعمل أفرادها بالقضاء كما اشتغلوا بالعلم الشرعي في الحرم النبوي منذ القدم كما تقلد كثير منهم مناصب رسمية في المملكة العربية السعودية منذ دخول المدينة المنورة في الحكم السعودي وحتى الآن.

## النسب
يرجع نسبهم إلى عمر بن الخطاب العدوي القرشي ومنه أخذوا لقب العمري. وأول من اشتهر باسم «الحجار» هو الجد الأكبر عبد الله العمري واليه تنتسب العائلة ومن أولاده عمر العمري وأخوه محمد زين ومن أولاد عمر أبوبكر العمري الذي ولد له محمد علي حجار العمري خطيب المسجد النبوي وعبد الرحيم حجار العمري. ومساكن ال حجار العمري هي المدينة المنورة بالرغم من أن اكثرهم هُجِّروا إلى الشام من ضمن من هجر من أبناء المدينة المنورة إبان الحكم العثماني فيما يعرف باسم حرب السفر برلك إلا أن معظمهم عاد إلى المدينة فور تحسن الظروف.

### وقف الحجارية
الوقف المشهور بالمدينة منذ أكثر من 500 عام هو البيت الكبير بخط السوق والحديقة المعروفة بالحجارية.
بخط طحان والذي اوقفه هو الشيخ أبو بكر بن عبد الله الحجار وقد ورد ذكرها في العديد من الوثائق العثمانية كوثيقة المبايعة المحررة بتاريخ 7 محرم 977 هـ.